# Dieu est né en exil
Dieu est né en exil, qui a pour sous-titre Journal d'Ovide à Tomes, est un roman de Vintila Horia paru en 1960 aux éditions Fayard. L'ouvrage s'est vu attribuer le prix Goncourt la même année, mais le prix n'est pas décerné en raison du passé de militant fasciste de l'auteur.

## Prix Goncourt
L'ouvrage, préfacé par Daniel-Rops, loué par le critique littéraire du journal Le Monde, Emile Henriot, se voit attribuer le prix Goncourt 1960. 
Mais, à la suite de la révélation par L'Humanité et Les Lettres françaises du passé de militant fasciste de l'auteur, l'Académie Goncourt décide de ne pas le lui remettre le prix, après renonciation spontanée de l'auteur.

## Résumé
Le roman est une réécriture des œuvres que le poète romain Ovide composa pendant son exil à Tomes (Constanța dans l'actuelle Roumanie), les Tristes et les Pontiques, œuvres constituées des lettres de l'auteur à ses amis, très semblables par leur forme à un journal.
Le narrateur du roman de Vintila Horia est Ovide lui-même. Son « journal intime » (des pseudo-mémoires) est divisé en huit chapitres, chacun d'eux correspondant à un an d’exil ; il révèle les étapes d’une « maturation » progressive, consistant en une conversion.
Le thème de la nostalgie, central dans les Tristes et les Pontiques, l'est également dans la réécriture moderne. La modification d'Ovide qui dans un premier temps méprise les barbares, en "bon" Romain, puis apprend la langue des Gètes, dont il reconnaît mieux l'humanité, fait l'objet d'une amplification considérable. L'Ovide de V. Horia devient anti-romain et anti-impérialiste ; il embrasse la culture de son pays d'accueil, l'auteur roumain trouvant là l'occasion d'exalter sa propre patrie.
Le thème de la faute, ou de la culpabilité, déjà présent dans le texte-source antique, puisque Ovide a été banni par l'empereur Auguste en punition d'un acte dont la nature exacte est mal connue (peut-être d'ordre politique), ce thème occupe une place assez importante dans Dieu est né en exil, notamment dans la deuxième moitié de l'ouvrage - peut-être en écho au passé de V. Horia, qui lui a valu après la guerre une condamnation pénale à la prison en Roumanie communiste, pour avoir appartenu à l'administration de Ion Antonescu et en raison de ses nombreux articles anti soviétiques.

## Citations
« On peut vivre partout où l'on peut faire du feu et échanger des paroles. Rome n'est qu'un caprice, un petit point, trop brillant peut-être, au milieu de la nuit humaine », p.36.
« J'ai trahi, j'ai supplié, je me suis humilié, j'ai écrit des choses sublimes et abominables », p.194.

## Éditions
- Dieu est né en exil, Éditions Fayard, Paris, 1960.